# Paula Toller (álbum)
Paula Toller é o primeiro álbum solo de Paula Toller, vocalista e letrista do Kid Abelha, lançado em 1998.

## Informação
O primeiro álbum solo de Paula Toller, que constitui-se basicamente de regravações (com exceção das faixas "Derretendo Satélites" e "Oito Anos"), foi um trabalho paralelo ao do Kid Abelha e, por isso, recebeu pouca divulgação, não havendo qualquer turnê para promovê-lo. Apesar disso, a canção "Derretendo Satélites", que foi a única música de divulgação do álbum, alcançou algum sucesso comercial. 
Um ano após o lançamento do álbum, a canção "1800 Colinas" ganhou algum destaque ao ser incluída na trilha-sonora da telenovela Louca Paixão, da Record. Já a faixa "Oito Anos" foi regravada por Adriana Calcanhotto em 2004 no álbum Adriana Partimpim e lançada como a segunda música de divulgação deste, atingindo enorme sucesso à época de seu lançamento, principalmente com o público infantil. "Fly Me To The Moon" ficou conhecida por ser a música-tema de um comercial do bombom Sonho de Valsa, da Garoto.

## Lista de faixas
1. "Derretendo Satélites" (Paula Toller, Herbert Vianna)
2. "Fly Me to the Moon" (Bart Howard)
3. "Eu Só Quero Um Xodó" (Dominguinhos / Anastácia)
4. "Oito Anos" (Paula Toller, Dunga)
5. "Alguém Me Avisou" (Dona Ivone Lara)
6. "1800 Colinas" (Gracia do Salgueiro)
7. "E o mundo não se acabou" (Assis Valente)
8. "Onde Está a Honestidade" (Noel Rosa)
9. "Patience" (Izzy Stradlin)
10. "Cantar" (Godofredo Guedes)

## Músicos
- Paula Toller: voz